# Wacław Paprocki
Wacław Paprocki herbu Koźlerogi (zm. w 1642 roku we Włocławku) – polski duchowny rzymskokatolicki, biskup pomocniczy kujawsko-pomorski, kanonik gnieźnieński i łęczycki.

## Życiorys
11 kwietnia 1639 papież Urban VIII prekonizował go biskupem pomocniczym kujawsko-pomorskim oraz biskupem in partibus infidelium margaryteńskim. 18 września 1639 przyjął sakrę biskupią z rąk biskupa kujawsko-pomorskiego Macieja Łubieńskiego.
Pochowany w katedrze we Włocławku.